# Сойба
Сойба (Сойва) — река в России, протекает по Гаврилово-Посадскому району Ивановской области. Правый приток Нерли.

## География
Река Сойба берёт начало в урочище Иваньковское. Течёт на север по болотистой местности. По берегам реки произрастают сосновые и еловые леса. Устье реки находится в 137 км по правому берегу Нерли, рядом с Лобцово. Длина реки составляет 11 км.

## Данные водного реестра
По данным государственного водного реестра России относится к Окскому бассейновому округу, водохозяйственный участок реки — Нерль от истока и до устья, речной подбассейн реки — бассейны притоков Оки от Мокши до впадения в Волгу. Речной бассейн реки — Ока.
Код объекта в государственном водном реестре — 09010300812110000032524.